# Czarnolas-Kolonia
Czarnolas-Kolonia – część wsi Czarnolas w Polsce, położona w województwie mazowieckim, w powiecie zwoleńskim, w gminie Policzna. 
Wieś wchodzi w skład sołectwa Czarnolas – Czarnolas-Kolonia.
W latach 1975–1998 Czarnolas-Kolonia należała administracyjnie do województwa radomskiego.
Wierni kościoła rzymskokatolickiego należą do parafii Trójcy Świętej w Gródku, lub do parafii Niepokalanego Poczęcia NMP w Wygodzie.